# Pamela Allen
Pamela Kay Allen MNZM (nacida Griffiths, 3 de abril de 1934 (90 años) es una escritora e ilustradora de libros infantiles, neozelandesa. Ha publicado más de 50 libros con ilustraciones desde 1980. Sus ventas de libros han superado las cinco millones de copias.

## Biografía
Nacida en 1934, en un suburbio de Auckland, Devonport, de Esma Griffith y de William Ewart Griffiths. Allen estudió en el Elam Escuela de Bellas Artes en la Universidad de Auckland, de donde se graduó con un diploma de Bellas Artes en 1955. Se casó con el escultor Jim Allen en 1964.
Se mudaron a Sídney, Australia en 1977, y después de 30 años regresaron para vivir en Auckland, Nueva Zelanda.

## Carrera de escritora
Allen publicó su primer libro, Mr Archimedes' Bath, en 1980. Desde entonces ha escrito e ilustrado más de 30 libros ilustrados para niños.
Ha ganado o ha sido finalista de muchos premios tanto como escritora e ilustradora. Ganó el Premio Anual Consejo de Libros Infantiles de Australia, en 1983 por Quién Hundió la Barca? Y en 1984 por Bertie y el Oso, y ha sido finalista del mismo premio y en cinco otras ocasiones. Dos veces ganó el Premio Ethel Turner en los Premios Literarios del Premier de Gales del sur, en 1980 por Mr Archimedes' Bath y en 1983 por Quién Hundió la Barca?.
Y se le otorgó el Diploma de Honor del Consejo Internacional de Libros Juvebiles por las ilustraciones para Quién Hundió la Barca?, en 1984.
En 1986,  recibió el Premio de Ilustración de la Biblioteca y Asociación de Información de Nueva Zelanda Aotearoa de Russell Clark por sus ilustraciones en Un León en la Noche.
En 2001, Quién Hundió La Barca?, habiendo sido primero publicado en 1982, ganó el Galardón Gaelyn Gordon—dado a la autora del libro infantil de Nueva Zelanda por ser un favorito de niños en un periodo largo de tiempo—del Consejo de Libro de Nueva Zelanda.
Allen regresó para vivir en Auckland y en 2004 ganó la Medalla Margaret Mahy, premio de literatura.
En 2005, para los "Honores de Año Nuevo", fue nombrada Miembro de la Orden del Mérito de Nueva Zelanda, por servicios a la literatura infantil.
Ocho de sus libros han sido adaptados para dramaturgi por la Patch Compañía de Teatro y actuado en la Ópera de Sídney.
La hija de Allen, Ruth Allen, una escultora de Melbourne, fue comisionada por Penguin Australia en 2008 para crear una obra de arte para celebrar las ventas de más de cinco millones de copias de los libros de Allen.